# Paul Rishell & Annie Raines
Paul Rishell & Annie Raines  — американский дуэт, исполняющий кантри-блюз. Лауреат Blues Music Awards в номинации «Альбом акустического блюза» (2000), номинант Blues Music Awards в номинациях «DVD» (2010), «Альбом традиционного блюза» (1997, 2000), «Альбом акустического блюза» (1997, 2005, 2009), «Исполнитель акустического блюза» (1997, 2005, 2009, 2010). Участник дуэта Пол Ришелл кроме того номинант Blues Music Awards в номинации «Альбом акустического блюза» (2013), «Исполнитель акустического блюза» (2013). Участница дуэта Энни Рейнс — номинант Blues Music Awards в номинации «Исполнительница традиционного блюза» (1997—2000) . Дуэт на разных релизах мог называться как Paul Rishell and Annie Raines, Paul Rishell with Annie Raines, Annie Raines and Paul Rishell.    

## История
Дуэт образовался в 1993 году, после того, как Пол Ришелл записал свой альбом Swear to Tell the Truth с участием Энни Рейнс и отправился с ней на гастроли. 
Пол Ришелл (англ. Paul Rishell), род. 17 января 1950 года в Нью-Йорке в семье методистского проповедника и норвежской художницы. Будучи подростком играл на барабанах, создал группу, исполнявшую сёрф-рок и рок-н-ролл. В 1963 году, познакомившись с записями дельта-блюз музыкантов, стал осваивать гитару. К 1970 году он овладел как акустической, так и электрогитарой и работал в качестве сайдмена и студийного музыканта в Бостоне. С 1975 года выступал сольно. В 1990 году выпустил свой первый, наполовину акустический, наполовину электрический альбом Blues on a Holiday, который был встречен очень хорошо. В 1993 году записал свой второй альбом, в котором в качестве гостей выступили Ronnie Earl and the Broadcasters и харпер Энни Рейнс. Преподаватель, записывал обучающие видео, с 2011 по 2022 год — приглашённый преподаватель в музыкальном колледже Беркли  .
Энни Рейнс (англ. Annie Raines), также Литтл Энни Рейнс, род. 3 июля 1969 года в Бостоне. В основном известна как харпер, но также поёт, играет на мандолине, фортепиано и других инструментах. В 17 лет начала учиться играть на губной гармонике, и за несколько месяцев до окончания школы дебютировала на сцене в джаз-клубе в Кембридже, вскоре став завсегдатаем в клубах Бостона. Так же, как и Ришелл — преподаватель.
Первый альбом I Want You To Know дуэт записал в 1996 году. Песни в альбоме варьировались от «кантри-блюза и ранней фолк-музыки до позднего электрического блюза»  Про альбом писали, в частности, «Кантри-блюз — вот название этому; это разновидность Сонни Терри и Брауни МакГи с пронзительной, шипящей техникой игры на гитаре Ришелла и непринуждённым, весомым звучанием губной гармошки Энни, великолепный материал» . В 1997 году этот альбом был дважды номинирован на Blues Music Awards в номинациях «Альбом традиционного блюза», «Альбом акустического блюза», группа номинировалась на звание лучшего исполнителя акустического блюза, а Энни Рейнс на звание лучшего исполнителя традиционного блюза — женщины. Следующий альбом Moving to the Country 2000 года был признан лучшим альбомом акустического блюза. 
В дальнейшем группа выпустила ещё три альбома, гастролировала по всему миру, выступая на самых престижных блюзовых фестивалях как в составе акустического дуэта, так и с группой поддержки. Также дуэт занят просветительской деятельность, его участники проводят мастер-классы и семинары. Выступали и записывались в частности с Сьюзан Тедески, Джоном Себастьяном, Пайнтопом Перкинсом и Рори Блоком. Группа представлена в музыкальном документальном фильме о джаз-бэнде Chasin' Gus' Ghost, который дебютировал на кинофестивале в Сан-Франциско в августе 2007 года.
«Пол и Энни одинаково увлечены своим ремеслом и преданы изучению и исполнению широкого спектра стилей блюза, от синкопированного волшебства акустической гитары Блайнд Лемона Джефферсона и Сон Хауса до свингующей усиленной губной гармошки чикагца Литтл Уолтера» .
«Пол Ришелл и Энни Рейнс образуют взрывную блюзовую пару, наполняя свои выступления вдохновением блюзовых традиций, а также силой своего уникального музыкального взаимодействия» .

## Дискография
- I Want You To Know (1996)
- Moving to the Country (2000)
- Goin' Home (2004)
- A Night In Woodstock (2008)
- Talking Guitar (2012)